# Симмонс, Джон Габриэль Саймон
Джон Саймон Габриэль Симмонс (англ. John Simon Gabriel Simmons); 8 июля 1915, Бирмингем, Уорикшир — 22 сентября 2005, Оксфорд, Юго-Восточная Англия) — британский библиограф, историк книги и славист.

## Биография
Родился 8 июля 1915 года в Бирмингеме. В 1932 году поступил в Бирмингемский университет, который он окончил в 1937 году. Администрация оставила дипломированного специалиста у себя и тот с 1937 по 1939 и с 1946 по 1948 годы работал сотрудником универсальной библиотеки при Бирмингемском университете. В 1939 году был мобилизован в армию в связи с началом 2-й мировой войны и прошёл всю войну. В 1949 году был принят в Оксфордский университет в качестве библиотекаря, одновременно с этим вёл там курсы по различным дисциплинам истории СССР. Он неоднократно посещал СССР.
Скончался 21 сентября 2005 года в Оксфорде.

## Научные работы
Основные научные работы посвящены истории культуры русских, белорусских и украинских народов. Автор свыше 400 научных работ.
- Перевёл на английский язык труды ряда русских и советских учёных.